# Symbel

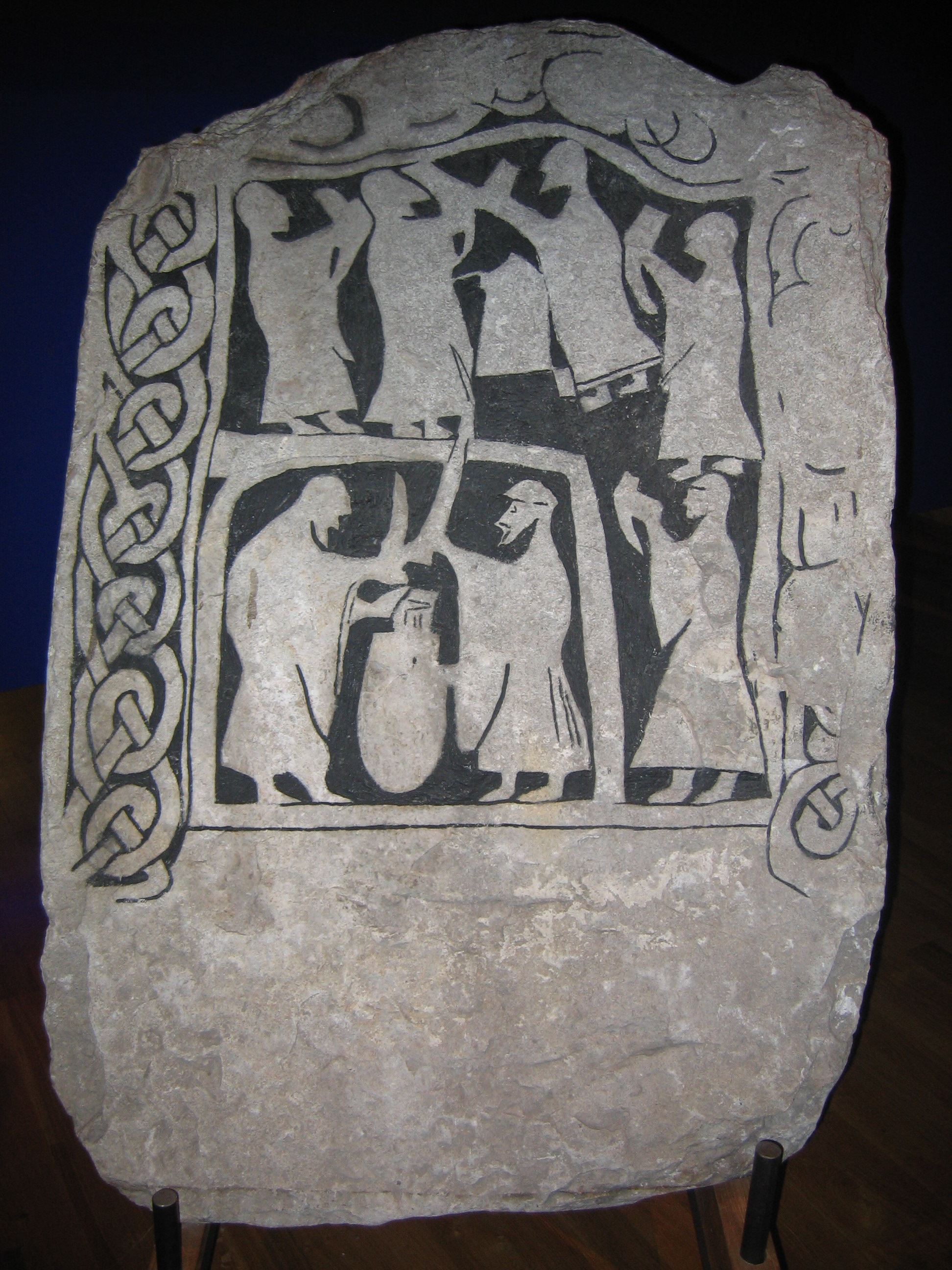
Una scena di bevuta su una stele incisa a Gotland.

Il symbel (dall'antico inglese) o sumbel (dal norreno) era un importante rituale della tradizione germanica. Avveniva sempre al coperto, in una sala denominata "Sala dell'idromele" ed era caratterizzato da grandi bevute di birre ale e idromele (da qui l'etimologia della stanza). Oltre alle bevute, questo rituale comportava discussioni e scambio dei doni, mentre il mangiare era specificatamente escluso.
Racconti del rituale permangono nei poemi anglosassoni Beowulf (versi 489-675 e 1491-1500), Sogno della Croce (Dream of the Rood) e Giuditta, nel poema in antico sassone Heliand, e nel norreno Lokasenna così come in altre saghe come la Heimskringla o la Fagrskinna.

## Bragarfull

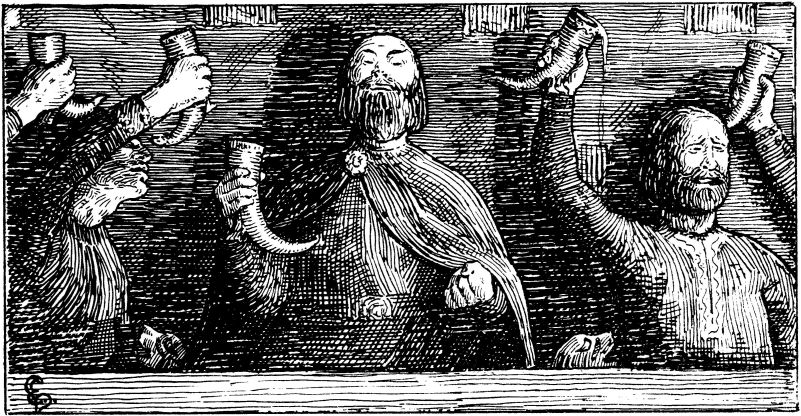
Bragarfull. Giuramento commemorativo alla memoria del padre, e di insediamento, di Sigvaldi Strut-Haraldsson, jarl di Scania, col quale giura di recarsi in Norvegia ed uccidere o cacciare Haakon Sigurdsson, Jarl di Lade. Illustrazione di Erik Werenskiold (1897).

Il Bragarfull, il  "calice del migliore" o "calice del capo", era un rito solenne che si poteva tenere durante il Symbel. Esso consisteva nel recitare un giuramento seguito dalla bevuta da un apposito calice, talvolta esplicitamente descritto come un corno potorio ricavato da un corno di toro.
Il nome appare in una forma di cui potrebbe avere due significati. Brag "il migliore, il primo" potrebbe essere la radice. La forma bragafull (ma non bragarfull) potrebbe essere anche interpretata come calice di Bragi, riferendosi al dio della poesia Bragi.
Snorri Sturluson fornisce dettagli su tale rituale descrivendo la successione di Ingjaldr al trono di suo padre Anund:
(Ynglinga Saga - Incendio a Uppsala)

## Etimologia
Linguisticamente, il termine è derivato dall'alto tedesco *sumlan "banchetto", passando per *sm-lo-, "congregazione". Altre grafie note sono sumble, symle e l'islandese sumbl.